# تپه جمال باغ
تپه جمال باغ مربوط به سده‌های اولیه و میانه دوران‌های تاریخی پس از اسلام است و در شهرستان اسفراین، بخش بام وصفی آباد، دهستان بام، ۲ کیلومتری غرب روستای عیسی باغ واقع شده و این اثر طی بررسی‌های باستان‌شناسی آقای احمد نیک گفتار کارشناس ارشد باستان‌شناسی در سال ۱۳۸۶ شناسایی و مورد مطالعه قرار گرفت و پس از پرونده سازی و در تاریخ ۲۶ دی ۱۳۸۶ با شمارهٔ ثبت ۲۰۶۰۵ به‌عنوان یکی از آثار ملی ایران به ثبت رسیده است.